# Макарів Яр
Мака́рів Яр (у 1951—2016 роках — Пархо́менко) — село в Україні, у Сорокинській міській громаді Довжанського району Луганської області.
Макарів Яр — колишній осередок гончарства.
Населення села — 1470 мешканців.

## Географія
Географічні координати: 48°34' пн. ш. 39°43' сх. д. Часовий пояс — UTC+2. Загальна площа села — 3,971 км².
Село розташоване у східній частині Донбасу за 57 км від центру громади — міста Сорокиного. Найближча залізнична станція — Іллєнко, за 9 км. Через село протікає річка Сіверський Донець.

## Історія

### Козацькі часи
Відоме з 1660 року як Суходільський козацький бекет, тобто ключова постова сторожа у козацькій прикордонній службі.
1738 — запорозький старшина Макар Безродний «із сім'єю та челяддю» заснував тут зимівник (за легендою, від нього пішла назва Макарів Яр). Також поблизу села існувало ще два зимівники — Скелюватий Яр та Тертишний Байрак. Усі згадані зимівники відносилися до Кальміуської паланки Війська Запорозького низового.

### У складі Російської імперії

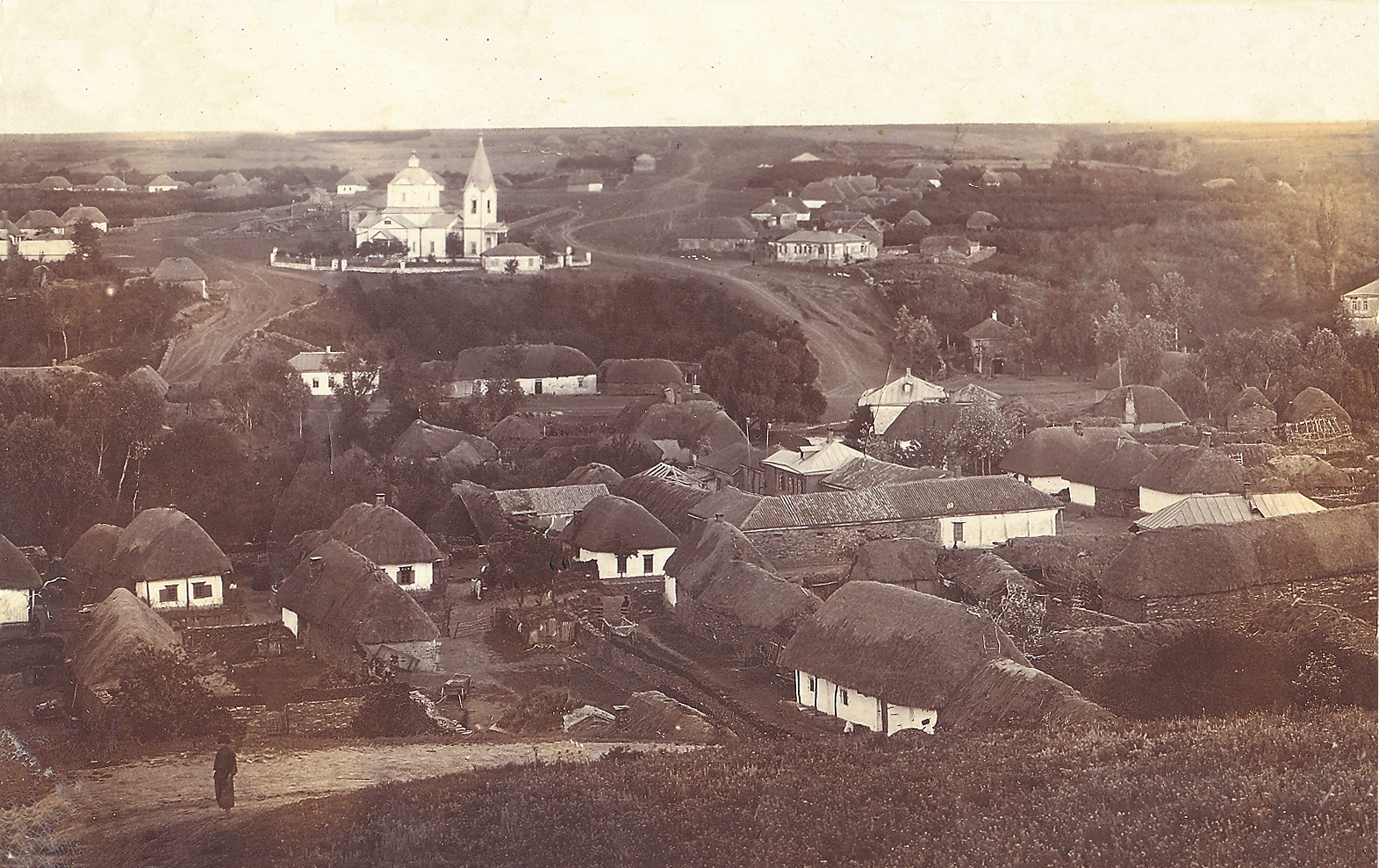
Вид села Макарів Яр на початку XX століття

За даними на 1859 рік у казенному селі Макарів Яр (Ражкова) Слов'яносербського повіту Катеринославської губернії мешкало 1209 осіб (582 чоловіки та 627 жінок), налічувалось 201 дворове господарство, існували православна церква та переправа через річку Сіверський Донець.
Станом на 1886 рік в селі, центрі Макарово-Ярської волості, мешкало 1414 осіб, налічувалось 327 дворів, існували православна церква, школа та лавка, відбувався щорічний ярмарки та базари щонеділі.
За переписом 1885 року в селі було мешкало 239 гончарів. Село вважалося центром гончарства в Східній Україні. Тут виробляли щороку до 100 тисяч одиниць різного глиняного посуду.
До приходу комуністів село було маєтком відомого мецената і громадського діяча Сергія Іллєнка.

### Радянські часи
1926–1933 — у селі працювала кустарно-промислова керамічна школа, де учні, крім фаху, отримували середню (на той час — 7-класну) освіту. Серед випускників школи — заслужений художник України Ніна Тригубова.
1960-1980-ті рр. — у селі працював колгосп-«мільйонер» (голова у 1962–1979 рр. — Федір Корсун).
1978 року село нагородили дипломом ВДНГ СРСР за найкращу забудову і благоустрій, про що нагадує пам'ятна таблиця на стіні сільради.

### Незалежна Україна
12 червня 2020 року, відповідно до Розпорядження Кабінету Міністрів України № 717-р «Про визначення адміністративних центрів та затвердження територій територіальних громад Луганської області», увійшло до складу Сорокинської міської громади.
17 липня 2020 року, в результаті адміністративно-територіальної реформи та ліквідації Сорокинського району, увійшло до складу новоутвореного Довжанського району.

## Населення
За даними перепису 2001 року населення села становило 1470 осіб, з них 63,74 % зазначили рідною мову українську, 35,85 % — російську, а 0,41 % — іншу.

## Економіка
Поблизу села розвідано родовище природного газу, ведеться його промисловий видобуток. Також тут розташованій та діють СТОВ «Пархоменківська нива», районне комунальне підприємство «Сільська пожежна команда», компанія «Медколь», ГПУ «Шебелинкагазвидобування» та 10 інших приватних підприємств.

## Соціальна сфера
У селі діють сільська лікарняна амбулаторія, аптека, ЗОШ I-III ступенів, дитячий садок, клуб, музей, бібліотека.

## Пам'ятки
- Храм Архангела Михайла Української Православної церкви Луганської єпархії (пам'ятка архітектури, освячена в 1786 році);
- Будинок, у якому народився і жив військовий діяч, командир О. Я. Пархоменко (вул. Пархоменка, 10);
- Братська радянських воїнів та пам'ятний знак на честь воїнів-односельців, які загинули у роки Другої світової війни (біля церкви).

## Відомі люди
- Артюшенко Яків Федорович (1901–1967) — радянський політичний діяч.
- Іллєнко Сергій Михайлович (1847–1918) — господар маєтку Макарів Яр (Пархоменка), проводир Слов'яносербського повітового дворянства.
- Трегубова Лідія Петрівна (1911—2000) — українська скульпторка.
- Пархоменко Олександр Якович (1884–1921) — учасник бойових дій в Україні у 1917–1921 роках.